# Axel Auriant

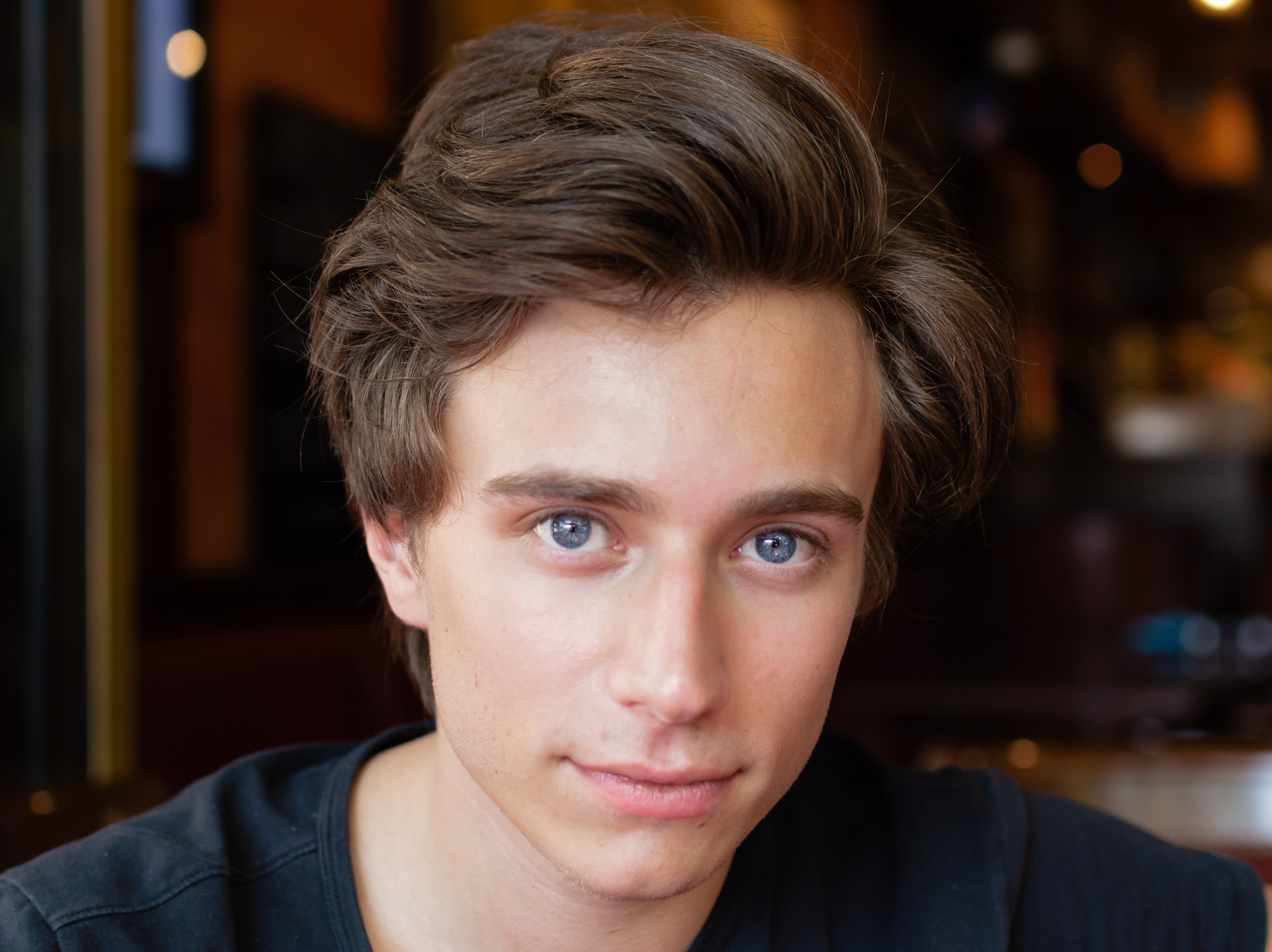
Axel Auriant in 2019

Axel Auriant (Besançon, 1 januari 1998) is een Frans acteur en professioneel drummer. Hij werd vooral bekend door zijn rol als Lucas Lallemant in de serie Skam France, een remake van de originele Noorse serie Skam.
Auriant is ook professioneel drummer. Hij speelde onder andere met de artiesten Joyce Jonathan en Manu Dibango, tijdens een aantal concerten.